# رودخانه هات
رودخانه هات (به لاتین: Te Awa Kairangi / Hutt River) یک رود در نیوزیلند است. این رودخانه از جنوب جزیره شمالی نیوزیلند عبور می‌کند و به طول ۵۶ کیلومتر (۳۵ مایل) از جنوب غربی رشته کوه‌های تاراروآ جریان دارد و تعدادی دشت سیلاب حاصلخیز را تشکیل می‌دهد، از جمله کایتوکه، هات مرکزی، هات بالا (علیا) و هات پایین (سفلی).

## بازسازی و شرح
در بیشتر طول مسیر خود، هات رودخانه‌ای کم‌عمق و گاهی اوقات بافته در بستر سنگی گسترده‌ای است، اما در تنگه کایتوکه رودخانه مستقیماً از روی بستر رودخانه جاری می‌شود و با نزدیک شدن به دهانه پتونه، رودخانه باریکتر و سواحل شیب دارتر است. مناطق پرجمعیت در هات علیا و هات سفلی؛ همان‌طور که در نیوزیلند معمول است، در برابر سیلاب توسط خاکریزها و درختان بید افزوده متوقف می‌شوند. طغیان منظم هوت سفلی منجر به ایجاد زمینی بسیار حاصلخیز شد و قبل از ساخت خانه‌های دولتی توسط اولین دولت کارگری که از سال ۱۹۳۷ آغاز شد، باغ‌های زیادی در بازارهای تره‌بار هات پایین وجود داشت.